# Gavà (Gerichtsbezirk)
Der Gerichtsbezirk Gavà ist einer der 25 Gerichtsbezirke in der Provinz Barcelona.
Der Bezirk umfasst 4 Gemeinden auf einer Fläche von 114,15 km² mit dem Hauptquartier in Gavà.

## Gemeinden
| Gemeinde            | Einwohner (2024) | Fläche km² | Dichte Einw./km² | Cod INE | Postleitzahl |
| ------------------- | ---------------- | ---------- | ---------------- | ------- | ------------ |
| Begues              | 7.462            | 50,39      | 148              | 08020   | 08859        |
| Castelldefels       | 69.450           | 12,81      | 5.422            | 08056   | 08860        |
| Gavà                | 48.007           | 30,89      | 1.554            | 08089   | 08850        |
| Viladecans          | 67.348           | 20,06      | 3.357            | 08301   | 08840        |
| Gerichtsbezirk Gavà | 192.267          | 114,15     | 1.684            | –       | –            |